# هافوگ
هافوگ (به هلندی: Halfweg) یک منطقهٔ مسکونی در هلند است که در استاپ‌هورست واقع شده‌است.